# Життя і часи Мультивака
«Життя і часи Мультивака» (англ. The Life and Times of Multivac) — науково-фантастичне оповідання американського письменника Айзека Азімова, опубліковане 5 січня 1975 року в журналі The New York Times Magazine. Оповідання ввійшло до збірки «Двохсотлітня людина та інші історії» (1976).

## Сюжет
Коли людству починає набридати доброзичлива тиранія Мультивака, одна людина бере справу у свої руки, щоб знищити суперкомп'ютер. Компроментуючи себе перед іншими людьми співпрацею з Мультиваком (підкинувши йому ідею знаходження генотипу більш покірного виду людей), вона насправді, присипляє його увагу і завдає удару. Автор показує, що тільки після відключення Мультивака, люди усвідомлюють всі наслідки цієї дії для людства.